# Anaxagorea borneensis
Anaxagorea borneensis là loài thực vật có hoa thuộc họ Na. Loài này được (Becc.) J.Sinclair mô tả khoa học đầu tiên năm 1951.